# Flames of the Flesh
Flames of the Flesh er en amerikansk stumfilm fra 1920 af Edward LeSaint.

## Medvirkende
- Gladys Brockwell som Candace
- William Scott som Bruce Eastcoat
- Harry Spingler som Charles Eastcoat
- Ben Deeley som Craig Boardman
- Charles K. French som Simon Eastcoat
- Louis Fitzroy
- Rosita Marstini som Suzette De Pouges
- Josephine Crowell som Binnat
- Nigel De Brulier som Henri Leland